# هيلينه بيرغ
هيلينه بيرغ (10 أبريل 1906 - 21 فبراير 2006) (بالألمانية: Helene Berg) هي سياسية ألمانية يسارية وناشطة ضد النازية. بين عامي 1958 و 1989 كانت عضوا في اللجنة المركزية لحزب الوحدة الاشتراكية الألماني، في ألمانيا الشرقية.
كانت أيضا مديرة أكاديمية برلين للعلوم الاجتماعية.

## مسيرتها
انتقلت إلى موسكو حيث التحقت بمدرسة لينين الدولية حتى عام 1931، أخذت الجنسية السوفيتية، وفي عام 1929، أصبحت عضوا في الحزب الشيوعي السوفيتي.